# Höhle am Kattenstein
Höhle am Kattenstein este o arie protejată (arie specială de conservare — SAC, sit de importanță comunitară — SCI) din Germania întinsă pe o suprafață de 0,27 ha, integral pe uscat.

## Localizare
Centrul sitului Höhle am Kattenstein este situat la coordonatele 51°27′14″N 8°25′50″E / 51.4539°N 8.4306°E.

## Înființare
Situl Höhle am Kattenstein a fost declarat sit de importanță comunitară în martie 2001 pentru a proteja un număr necunoscut de specii din flora spontană și fauna sălbatică aflate în arealul zonei. Situl a fost protejat și ca arie specială de conservare în martie 2004.

## Biodiversitate
Situată în ecoregiunea continentală, aria protejată conține 1 habitat natural: Peșteri inaccesibile publicului.
La baza desemnării sitului se află un număr nedeclarat de specii protejate.